# Zi Ziegelindustrie International
Zi Ziegelindustrie International ist eine internationale Fachzeitschrift für die Ziegelindustrie und deren Zulieferer aus dem Maschinen- und Anlagenbau. Das sechsmal jährlich erscheinende Magazin liefert Fachartikel in englischer und deutscher Sprache. Die Zi Ziegelindustrie International ist das offizielle Organ des Bundesverbandes der Deutschen Ziegelindustrie e.V., Berlin.

## Inhalt
Sie informiert über die stofflichen Grundlagen der grobkeramischen Erzeugnisse, über die Verfahren ihrer Gewinnung und Aufbereitung, die thermischen und mechanischen Prozesse sowie über die Produktionssteuerung und Qualitätskontrolle bis hin zur Anwendung der fertigen Produkte.